# Ernest Ranglin

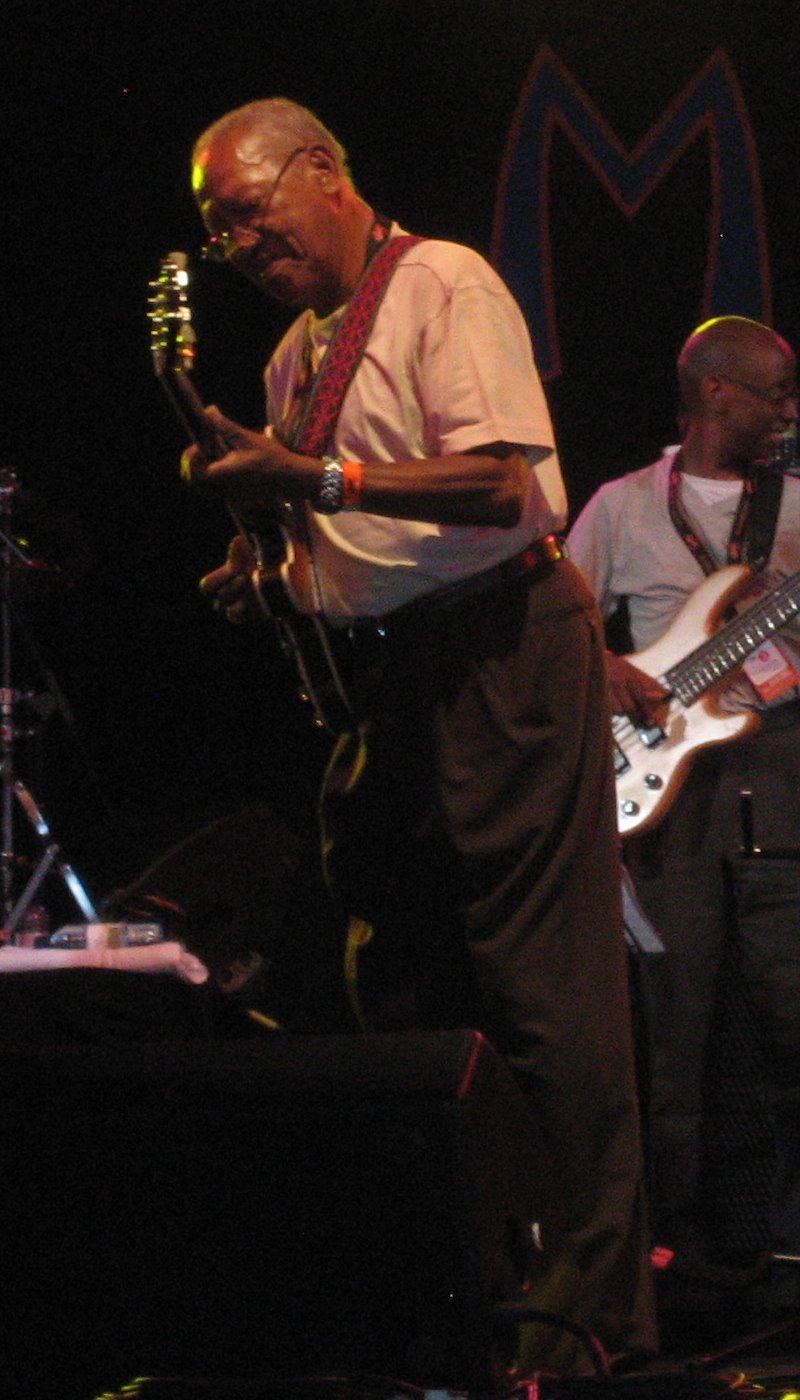
Ernest Ranglin

Ernest Ranglin, OJ OD (* 19. Juni 1932 in Manchester, Jamaika) ist ein jamaikanischer Ska- und Jazz-Gitarrist. Sein größter Erfolg war die Produktion des Welt-Hits My Boy Lollipop für Millie Small, seine bekannteste Komposition ist das Instrumentalstück Surfin’.

## Werdegang
Ranglin spielte bereits im Kindesalter leidenschaftlich Ukelele, in seiner Jugend trat er auf Jamaika und den Bahamas auf – häufig mit dem Musiker Monty Alexander. Seine musikalische Karriere begann in den 1950er Jahren, wie bei vielen karibischen Musikern, als Gitarrist und Arrangeur in jamaikanischen Hotel-Bands, die einen Stilmix aus Jazz und karibischen Rhythmen zur Unterhaltung der Touristen spielen. Er machte in den späten 1950er Jahren erste Aufnahmen für die Soundsystems von Clement „Coxsone“ Dodd, Duke Reid und Prince Buster. Im Jahr 1959 ist Ranglin auf der zweiten Seite des Albums Lance Haywood at the Half Moon Hotel, der ersten Schallplattenaufnahme, die auf Chris Blackwells neu gegründeten Plattenlabel Island Records veröffentlicht wurde, als Leader zu hören. Die Aufnahmen entstanden im Studio von Federal Records. Als Arrangeur in Clement Dodds Studio One wirkte er stilbildend für den Ska der 1960er Jahre. Er arbeitete mit allen bedeutenden Ska-Musikern Jamaikas wie Prince Buster, dem Saxophonisten Roland Alphonso oder auch Byron Lee zusammen. Weiter gehörte er zur Jamaican Big Band von Sonny Bradshaw.
Einer seiner größten Erfolge ist die Produktion des Welt-Hits My Boy Lollipop (1964) für die Sängerin Millie Small. Im selben Jahr spielte er für neun Monate als Jazzgitarrist im berühmten Londoner Ronnie Scott’s Jazz Club. In den 1960er und 1970er Jahren wendete sich Ranglin vermehrt dem Jazz zu, lebte zeitweise in London und New York, arbeitete aber weiterhin als Studiomusiker in Kingston/Jamaika, wo er an mehr als 25 Ska-, Rocksteady- und Reggae-Alben beteiligt war. In London trat Ranglin im Ronnie Scott’s Jazz Club auf, dessen Besitzer ihn gleich für mehrere Monate unter Vertrag nahm.
Weitere musikalische Meilensteine im Leben Ernest Ranglins sind Rivers of Babylon mit den Melodians und die Lead-Gitarre zu Hurts to be Alone mit den Wailers. In den 1970er Jahren tourte er mit Jimmy Cliff. 1973 erhielt er von der jamaikanischen Regierung eine Auszeichnung für seine musikalischen Verdienste. Seit 1984 lebt Ranglin in Fort Lauderdale, Florida und tritt regelmäßig auf internationalen Jazz-Festivals auf. Häufiger musikalischer Partner ist hierbei der Pianist Monty Alexander.

## Ehrungen
Ranglin wurde zum 59. Jahrestag der Unabhängigkeit Jamaikas mit dem Order of Jamaica geehrt.

## Diskografie (Auswahl)
- 2005 Alextown (Palm Pictures)
- 2004 Rocksteady mit Monty Alexander (Telarc Jazz)
- 2003 Ska Wey Dat (Trojan)
- 2002 Ultimate Ranglin Roots (Tropic Entertainment)
- 1998 In the Search of the Lost Riddim (Palm Pictures)
- 1998 Memories of Barber Mack (Universal Music)
- 1996 Below the Bassline (Universal Music)
- 1996 Sounds & Power (Studio One)
- 1981 Monty Alexander – Ernest Ranglin (MPS Records-Metronome)[6][7]
- 1969: Softly with Ranglin (Twilight)
- 1965: Guitar in Ernest (RCA Victor)
- 1964: Reflections (Island)
- 1959: Lance Haywood at the Half Moon Hotel, Montego Bay feat. on Side 2 Ernest Ranglin (Island Records CB21)